# エンペラー滝
エンペラー滝（皇帝の滝、英語: Emperor Falls）とは、北アメリカ大陸の北西部のカナディアン・ロッキーを流れる小さな河川の1本であるロブソン川の本流に存在する瀑布の1つである。ロブソン川の流域には幾つもの滝が存在しているものの、それらの中でもエンペラー滝は、特に大きく立派な滝、つまり皇帝の滝として知られている。

## 概要

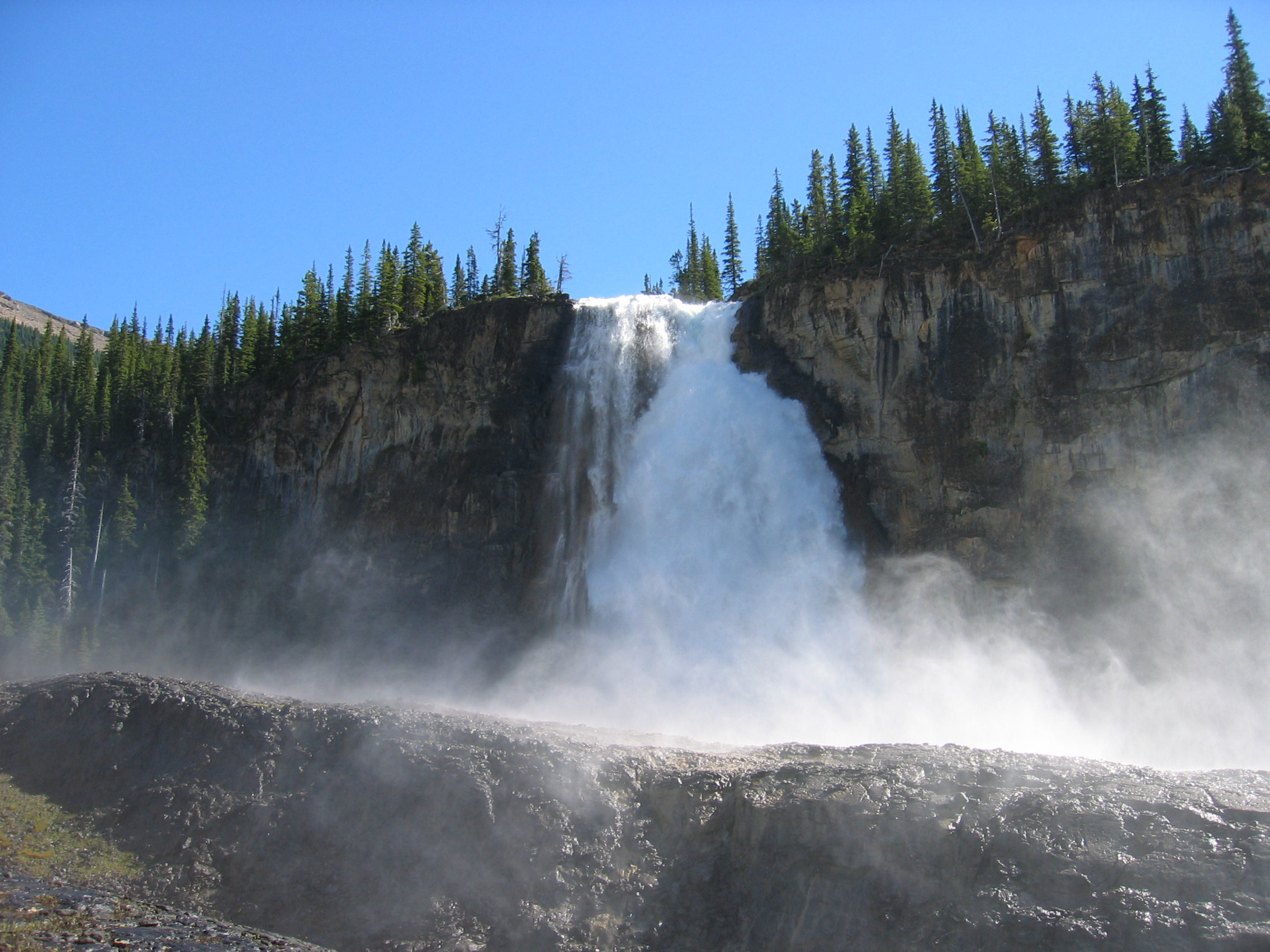
エンペラー滝を正面から見たところ。滝の右半分の大きく水しぶきが上がっているのが、滝の途中に存在する大岩に水が当たって、その水が前方へと飛び散っている所である。2006年7月撮影。

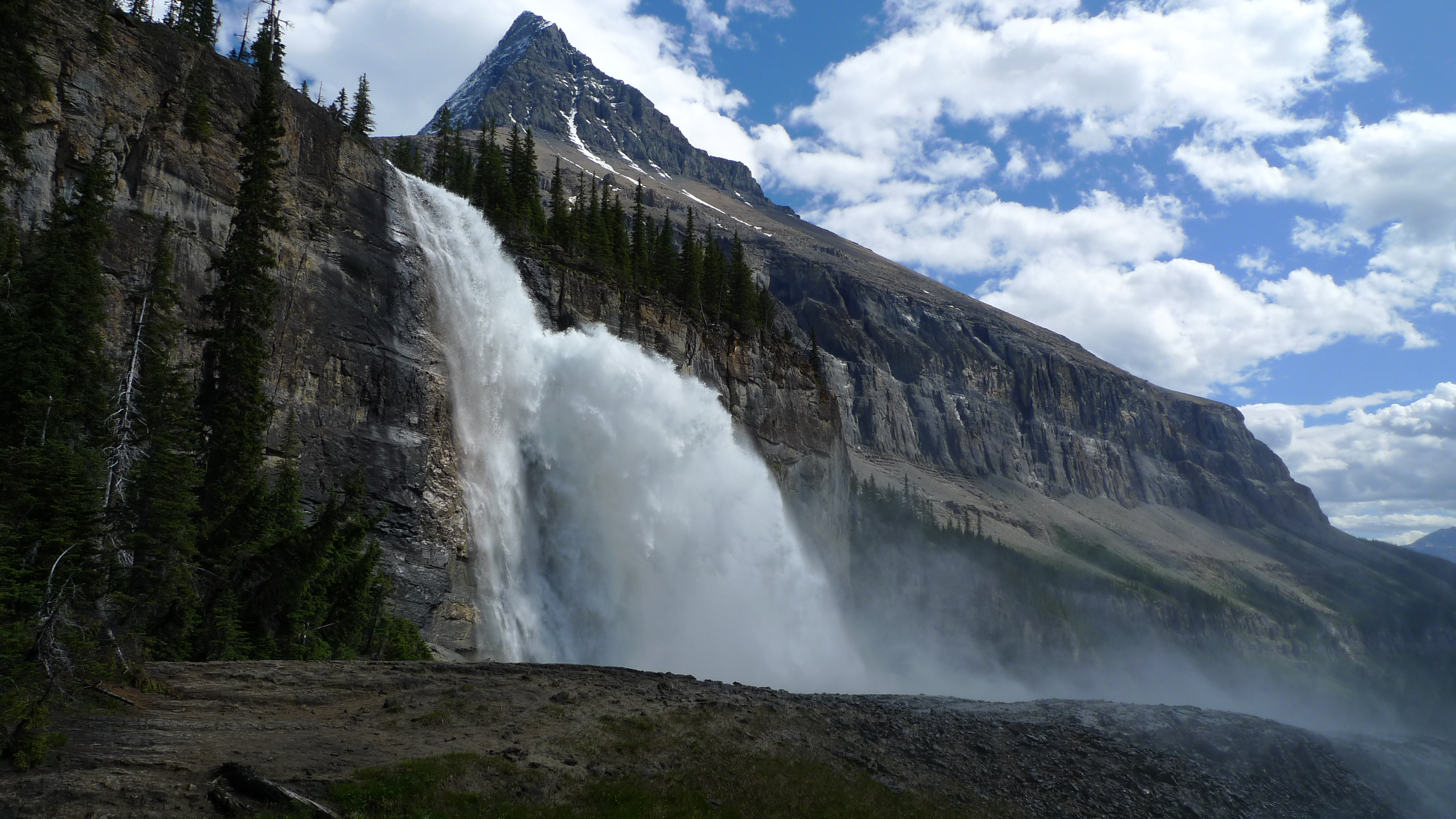
やや斜め方向からエンペラー滝を見たところ。大岩に落下してきた水が当たって、前方へと飛び散っているのがハッキリと判る。2009年7月撮影。

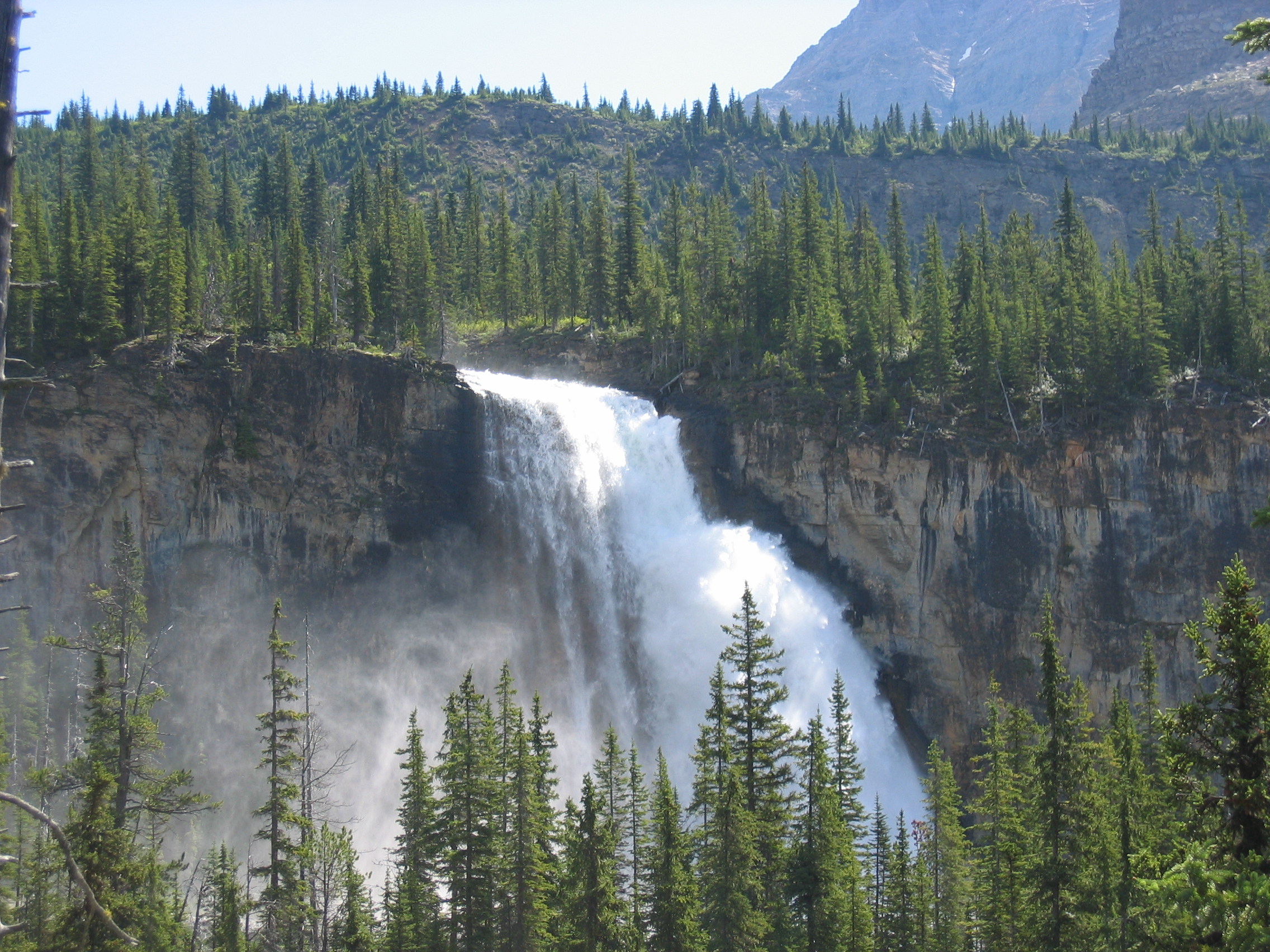
やや高い場所からエンペラー滝を見たところ。周囲に大量の水しぶきが舞い上がっているのを見て取れる。2003年7月撮影。

ロブソン川はフレーザー川の最上流部における支流の1本であり、カナディアン・ロッキーの最高峰とされているロブソン山のそばを流れている。このロブソン川の本流や支流には多数の滝が存在しており、特にロブソン川流域のうちのバーグ湖とキニー湖との間の区間は

、千の滝の谷（Valley of a Thousand Falls）と命名されている

。
エンペラー滝は、この谷に見られる数々の滝のうちで、ロブソン川の本流に存在する滝の1つである

。
このエンペラー滝は、北緯53度07分51秒、西経119度12分17秒に位置しており、この滝と周辺地域はカナダのブリティッシュコロンビア州によって、ロブソン山州立公園に指定されている

。
なお、この付近の標高は、約1615mである

。
この滝は、ロブソン川の流域に存在する滝の中では、3本の指に入る見映えのする滝とされている

。
エンペラー滝を流れる水は、崖の上の約40mの高さから落下しているものの、この約40mの途中に、大きな岩が前方へと張り出していて、この岩へと落ちてきた水が激しく当たり、その水が前方へ約30m以上飛び跳ねている部分が存在する

。
結果、滝の周辺には、大量の水しぶきが散っている。

## エンペラー滝の観光

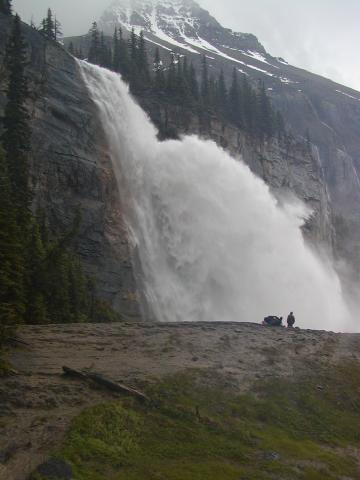
ヒトが写っていることからも明らかなように、ある程度であれば滝へ近づくことも可能である。2003年6月撮影。

エンペラー滝へは、イエローヘッド高速道路の一部に当たる、ブリティッシュコロンビア州高速道路16号線で付近まで近づく。そして「Berg Lake Trail」と言う遊歩道の入口などに整備されている駐車場から徒歩で、この遊歩道を、おおよそ北の方向へと進んでゆく。途中、キニー湖の北岸を通り、ロブソン山の山体を西回りに迂回する（つまり、この遊歩道は概ねロブソン川の流路に沿って整備されている。）ように進む。そうすると、このエンペラー滝まで来ることができる。ちなみに、この滝のそばにはキャンプ場も整備されている

。